# Coutevroult
Coutevroult település Franciaországban, Seine-et-Marne megyében. Lakosainak száma 1191 fő (2022. január 1.). Coutevroult Saint-Germain-sur-Morin, Villeneuve-le-Comte, Villiers-sur-Morin, Bailly-Romainvilliers és Magny-le-Hongre községekkel határos.

## Népesség
A település népességének változása:
| Lakosok száma | 1064 | 1076 | 1091 | 1108 | 1138 | 1167 | 1196 | 1194 | 1191 |
|               | 2013 | 2015 | 2016 | 2017 | 2018 | 2019 | 2020 | 2021 | 2022 |